# 1985년 일본 프로 야구 올스타전
1985년 일본 프로 야구 올스타전은 1985년 7월 20일과 7월 21일, 7월 23일에 열린 일본 프로 야구의 올스타전 경기이다.

## 개요
전년도 일본 시리즈 정상에 오른 히로시마 도요 카프의 고바 다케시 감독이 센트럴 리그 올스타팀의 지휘를 맡았고 퍼시픽 리그 우승을 이끈 한큐 브레이브스의 우에다 도시하루 감독이 퍼시픽 리그 올스타팀의 지휘를 맡았다. 1차전에서는 투수전 양상이 될 정도로 전광판에 0의 행렬이 진행되던 중, 센트럴 올스타팀의 2번 타자인 다카기 유타카(다이요)가 때려낸 장타가 유일한 득점이 되면서 센트럴 올스타팀이 먼저 1승을 거뒀다. 계속되는 2차전에서는 점수를 얻으면 따라붙는 식의 공방이 전개되던 중에 선제점을 올린 워렌 크로마티(요미우리)가 결승점까지 기록하여 2차전 MVP를 차지했다. 최종 3차전에서는 긴테쓰 구단의 염원인 후지이데라 구장에서 개최됐는데 전년도 올스타전 홈런 기록에 어깨를 나란히 한 센트럴 올스타팀의 야마모토 고지(히로시마)가 신기록에 해당되는 14호 홈런을 날렸다.

## 출장 선수
| 센트럴 리그 | 센트럴 리그       | 센트럴 리그 | 센트럴 리그 |
| ----------- | ----------------- | ----------- | ----------- |
| 감독        | 고바 다케시       | 히로시마    |             |
| 코치        | 야마우치 가즈히로 | 주니치      |             |
| 코치        | 오 사다하루       | 요미우리    |             |
| 투수        | 에가와 스구루     | 요미우리    | 6           |
| 투수        | 다카기 노부히로   | 히로시마    | 첫 출장     |
| 투수        | 오노 유타카       | 히로시마    | 4           |
| 투수        | 가와바타 준       | 히로시마    | 첫 출장     |
| 투수        | 고마쓰 다쓰오     | 주니치      | 2           |
| 투수        | 스즈키 다카마사   | 주니치      | 6           |
| 투수        | 야마모토 가즈유키 | 한신        | 6           |
| 투수        | 오바나 다카오     | 야쿠르트    | 2           |
| 투수        | 사이토 아키오     | 다이요      | 5           |
| 투수        | 엔도 가즈히코     | 다이요      | 3           |
| 포수        | 야마쿠라 가즈히로 | 요미우리    | 5           |
| 포수        | 야에가시 유키오   | 야쿠르트    | 2           |
| 포수        | 와카나 요시하루   | 다이요      | 6           |
| 1루수       | R. 바스           | 한신        | 2           |
| 2루수       | 오카다 아키노부   | 한신        | 4           |
| 3루수       | 가케후 마사유키   | 한신        | 10          |
| 유격수      | 히라타 가쓰오     | 한신        | 첫 출장     |
| 내야수      | 다카하시 요시히코 | 히로시마    | 5           |
| 내야수      | 기누가사 사치오   | 히로시마    | 11          |
| 내야수      | 시노즈카 도시오   | 요미우리    | 4           |
| 내야수      | 하라 다쓰노리     | 요미우리    | 5           |
| 내야수      | 나카하타 기요시   | 요미우리    | 5           |
| 내야수      | 다카기 유타카     | 다이요      | 3           |
| 외야수      | 마유미 아키노부   | 한신        | 5           |
| 외야수      | W. 크로마티       | 요미우리    | 첫 출장     |
| 외야수      | 마쓰모토 다다시   | 요미우리    | 5           |
| 외야수      | 야마모토 고지     | 히로시마    | 13          |
| 외야수      | 스기우라 도루     | 야쿠르트    | 3           |

| 퍼시픽 리그 | 퍼시픽 리그       | 퍼시픽 리그 | 퍼시픽 리그 |
| ----------- | ----------------- | ----------- | ----------- |
| 감독        | 우에다 도시하루   | 한큐        |             |
| 코치        | 이나오 가즈히사   | 롯데        |             |
| 코치        | 히로오카 다쓰로   | 세이부      |             |
| 투수        | 무라타 조지       | 롯데        | 10          |
| 투수        | 사토 요시노리     | 한큐        | 3           |
| 투수        | 야마다 히사시     | 한큐        | 13          |
| 투수        | 궈타이위안        | 세이부      | 첫 출장     |
| 투수        | 마쓰누마 히로히사 | 세이부      | 4           |
| 투수        | 히가시오 오사무   | 세이부      | 8           |
| 투수        | 와타나베 히사노부 | 세이부      | 첫 출장     |
| 투수        | 스즈키 게이시     | 긴테쓰      | 16          |
| 투수        | 무라타 다쓰미     | 긴테쓰      | 3           |
| 투수        | 가토 신이치       | 난카이      | 첫 출장     |
| 투수        | 야마우치 다카노리 | 난카이      | 3           |
| 투수        | 쓰노 히로시▲      | 닛폰햄      | 첫 출장     |
| 투수        | 소 가쓰오▲        | 롯데        | 첫 출장     |
| 투수        | 시바타 야스미쓰   | 닛폰햄      | 첫 출장     |
| 포수        | 나시다 마사타카   | 긴테쓰      | 6           |
| 포수        | 하카마다 히데토시 | 롯데        | 2           |
| 포수        | 이토 쓰토무       | 세이부      | 2           |
| 1루수       | 야마모토 고지     | 롯데        | 2           |
| 2루수       | 오이시 다이지로   | 긴테쓰      | 4           |
| 3루수       | 아키야마 고지     | 세이부      | 첫 출장     |
| 유격수      | 이시게 히로미치   | 세이부      | 5           |
| 내야수      | 마쓰나가 히로미   | 한큐        | 3           |
| 내야수      | 부머 W.           | 한큐        | 2           |
| 내야수      | 오치아이 히로미쓰 | 롯데        | 5           |
| 내야수      | 니시무라 노리후미 | 롯데        | 첫 출장     |
| 내야수      | 후루야 히데오▲    | 닛폰햄      | 3           |
| 외야수      | 다오 야스시       | 세이부      | 6           |
| 외야수      | 시마다 마코토     | 닛폰햄      | 6           |
| 외야수      | 후쿠모토 유타카   | 한큐        | 15          |
| 외야수      | 미노다 고지       | 한큐        | 4           |
| 외야수      | 가나모리 에이지   | 세이부      | 첫 출장     |

- 굵은 글씨는 팬 투표로 선출된 선수, ▲는 출장 사퇴 선수 발생에 의한 보충 선수.

## 올스타전 경기 결과

### 1차전

#### 스코어
| 팀                                                                                                | 1 | 2 | 3 | 4 | 5 | 6 | 7 | 8 | 9 | R | H | E |
| 퍼시픽                                                                                            | 0 | 0 | 0 | 0 | 0 | 0 | 0 | 0 | 0 | 0 | 4 | 1 |
| 센트럴                                                                                            | 0 | 0 | 0 | 0 | 2 | 0 | 0 | 0 | X | 2 | 5 | 1 |
| 승리 투수: 오바나 다카오(야쿠르트) 패전 투수: 쓰노 히로시(닛폰햄) 세이브: 야마모토 가즈유키(한신) |   |   |   |   |   |   |   |   |   |   |   |   |

#### 출장 선수
| 퍼시픽 | 퍼시픽 | 퍼시픽            |
| 타순   | 수비   | 선수              |
| ------ | ------ | ----------------- |
| 1      | (중)   | 시마다 마코토     |
| 2      | (우)   | 다오 야스시       |
| 3      | (二)   | 오치아이 히로미쓰 |
| 4      | (一)   | 부머 W.           |
| 5      | (좌)   | 미노다 고지       |
| 6      | (三)   | 아키야마 고지     |
| 7      | (유)   | 이시게 히로미치   |
| 8      | (포)   | 이토 쓰토무       |
| 9      | (투)   | 야마다 히사시     |

| 센트럴 | 센트럴 | 센트럴            |
| 타순   | 수비   | 선수              |
| ------ | ------ | ----------------- |
| 1      | (유)   | 다카기 유타카     |
| 2      | (二)   | 시노즈카 도시오   |
| 3      | (一)   | R. 바스           |
| 4      | (좌)   | 야마모토 고지     |
| 5      | (三)   | 가케후 마사유키   |
| 6      | (중)   | W. 크로마티       |
| 7      | (우)   | 스기우라 도루     |
| 8      | (포)   | 야마쿠라 가즈히로 |
| 9      | (투)   | 에가와 스구루     |

#### 수상 선수
MVP
- 다카기 유타카(다이요)

### 2차전
이 경기가 가와사키 구장에서 열린 마지막 올스타전이 됐다.

#### 스코어
| 팀 | 1 | 2 | 3 | 4 | 5 | 6 | 7 | 8 | 9 | R | H  | E |
| 센트럴 | 0 | 2 | 0 | 2 | 1 | 1 | 0 | 0 | 0 | 6 | 14 | 0 |
| 퍼시픽 | 0 | 2 | 0 | 0 | 1 | 1 | 0 | 1 | 0 | 5 | 11 | 0 |
| 승리 투수: 고마쓰 다쓰오(주니치) 패전 투수: 마쓰누마 히로히사(세이부) 세이브: 야마모토 가즈유키(한신) 홈런: 센트럴 – 와카나 요시하루(다이요·2회 2점), 워렌 크로마티(요미우리·4회 1점) 퍼시픽 – 이토 쓰토무(세이부·2회 2점), 오치아이 히로미쓰(롯데·6회 1점, 8회 1점) |   |   |   |   |   |   |   |   |   |   |    |   |

#### 출장 선수
| 센트럴 | 센트럴 | 센트럴            |
| 타순   | 수비   | 선수              |
| ------ | ------ | ----------------- |
| 1      | (유)   | 다카하시 요시히코 |
| 2      | (우)   | 마유미 아키노부   |
| 3      | (一)   | R. 바스           |
| 4      | (좌)   | 야마모토 고지     |
| 5      | (三)   | 하라 다쓰노리     |
| 6      | (중)   | W. 크로마티       |
| 7      | (二)   | 시노즈카 도시오   |
| 8      | (포)   | 와카나 요시하루   |
| 9      | (투)   | 고마쓰 다쓰오     |

| 퍼시픽 | 퍼시픽 | 퍼시픽            |
| 타순   | 수비   | 선수              |
| ------ | ------ | ----------------- |
| 1      | (중)   | 시마다 마코토     |
| 2      | (좌)   | 후쿠모토 유타카   |
| 3      | (二)   | 오치아이 히로미쓰 |
| 4      | (一)   | 부머 W.           |
| 5      | (유)   | 마쓰나가 히로미   |
| 6      | (三)   | 아키야마 고지     |
| 7      | (우)   | 가나모리 에이지   |
| 8      | (포)   | 이토 쓰토무       |
| 9      | (투)   | 사토 요시노리     |

#### 수상 선수
MVP
- 워렌 크로마티(요미우리)

### 3차전

#### 스코어
| 팀 | 1 | 2 | 3 | 4 | 5 | 6 | 7 | 8 | 9 | R  | H  | E |
| 센트럴 | 1 | 0 | 0 | 0 | 1 | 0 | 0 | 0 | 0 | 2  | 9  | 1 |
| 퍼시픽 | 0 | 0 | 0 | 2 | 4 | 0 | 0 | 4 | X | 10 | 17 | 1 |
| 승리 투수: 무라타 다쓰미(긴테쓰) 패전 투수: 오바나 다카오(야쿠르트) 홈런: 센트럴 – 야마모토 고지(히로시마·5회 1점) 퍼시픽 – 미노다 고지(한큐·8회 3점) |   |   |   |   |   |   |   |   |   |    |    |   |

#### 출장 선수
| 센트럴 | 센트럴 | 센트럴          |
| 타순   | 수비   | 선수            |
| ------ | ------ | --------------- |
| 1      | (유)   | 다카기 유타카   |
| 2      | (중)   | 마쓰모토 다다시 |
| 3      | (三)   | 가케후 마사유키 |
| 4      | (좌)   | 야마모토 고지   |
| 5      | (一)   | R. 바스         |
| 6      | (우)   | 마유미 아키노부 |
| 7      | (二)   | 시노즈카 도시오 |
| 8      | (포)   | 와카나 요시하루 |
| 9      | (투)   | 엔도 가즈히코   |

| 퍼시픽 | 퍼시픽 | 퍼시픽            |
| 타순   | 수비   | 선수              |
| ------ | ------ | ----------------- |
| 1      | (좌)   | 후쿠모토 유타카   |
| 2      | (우)   | 가나모리 에이지   |
| 3      | (二)   | 오치아이 히로미쓰 |
| 4      | (一)   | 부머 W.           |
| 5      | (유)   | 마쓰나가 히로미   |
| 6      | (三)   | 후루야 히데오     |
| 7      | (중)   | 아키야마 고지     |
| 8      | (포)   | 나시다 마사타카   |
| 9      | (투)   | 무라타 조지       |

#### 수상 선수
MVP
- 마쓰나가 히로미(한큐)

## 같이 보기
- 일본 야구 기구
- 일본 프로 야구 올스타전